# Takanobu Nishi
Takanobu Nishi (jap. 西 孝収, Takanobu Nishi; * 12. März 1951) ist ein ehemaliger japanischer Bogenschütze.
Takanobu Nishi gewann bei den 1975 die Silbermedaille. Bei den Olympischen Spielen 1976 in Montreal belegte er Rang 8 im Einzel.